# Mỹ Sơn
Mỹ Sơn is een tempelcomplex in de provincie Quang Nam in Vietnam, 69 kilometer ten zuidwesten van de stad Đà Nẵng. Tijdens de dynastie van de Champa was het een keizerlijke stad.
My Son is gebouwd tussen de 4e en de 12e eeuw. Het hindoe heiligdom is een groot complex, bestaande uit meer dan 79 religieuze gebouwen, onder andere tempels en torens die onderling verbonden zijn door ingewikkelde ontwerpen van rode baksteen. Het belangrijkste gebouw is de toren die gebouwd is als woonplaats voor de goden, met name Shiva. De architectuur in My Son is een van de belangrijkste toeristische attracties in de provincie Quang Nam.
In 1999 is het heiligdom van My Son opgenomen op de Werelderfgoed lijst van UNESCO.